# Doegue
Segundo o Livro de Samuel , Doegue era um edomita, criado do rei Saul, e o mais poderoso de seus pastores (I Samuel 21:7). [significa possivelmente: Ansioso; Medroso].

## Relato bíblico
Seu nome não é muito citado na Bíblia, porém, nos poucos versículos em que aparece, foi em momentos decisivos na vida de Davi. Ficou detido em Nobe, cidade dos sacerdotes, e viu David conversar com Aimeleque (I Samuel 21:7).
Edomita que servia como pastor principal do Rei Saul, um cargo de supervisão, de responsabilidade. (1Sa 21:7; 22:9) Doegue evidentemente era prosélito. Por estar “retido perante Jeová” em Nobe, possivelmente por causa de um voto, de alguma impureza ou duma suspeita de lepra, Doegue presenciou quando o sumo sacerdote Aimeleque entregou a Davi os pães da proposição e a espada de Golias. Mais tarde, quando Saul, ao dirigir-se aos seus servos, externou a opinião de que eles conspiravam contra ele, Doegue contou o que vira em Nobe. Depois de convocar o sumo sacerdote, bem como os outros sacerdotes de Nobe, e então interrogar Aimeleque, Saul deu ordens aos batedores que matassem os sacerdotes. Quando estes se recusaram, Doegue, às ordens de Saul, sem hesitação matou um total de 85 sacerdotes. Depois deste ato iníquo, Doegue devotou Nobe à destruição, matando todos os seus habitantes, tanto jovens como idosos, bem como o gado. — 1Sa 22:6-20.
Conforme indicado no cabeçalho do Salmo 52, Davi escreveu a respeito de Doegue: “Tua língua maquina adversidades, afiada como navalha, trabalhando com dolo. Amaste o mal mais do que o bem, a falsidade mais do que falar justiça. Amaste todas as palavras devoradoras, ó língua enganosa.” — Sal 52:2-4. 